# Natació als Jocs Olímpics d'estiu de 1968
Als Jocs Olímpics d'Estiu de 1968 celebrats a Ciutat de Mèxic (Mèxic) es disputaren 29 proves de natació, 15 en categoria masculina i 14 en categoria femenina. La competició es desenvolupà a la Alberca Olímpica Francisco Márquez entre els dies 17 i 26 d'octubre de 1968.
Hi participaren un total de 468 nedadors, entre ells 264 homes i 204 dones, de 51 comitès nacionals diferents. Els Estats Units foren els grans dominadors de la disciplina enduent-se cap a casa 52 metalls sobre 87 de possibles.

## Resum de medalles

### Categoria masculina
| Prova                   | Or                                                                           | Or     | Argent                                                                          | Argent | Bronze                                                                               | Bronze |
| 100 m lliures Detalls   | Michael Wenden                                                               | 52.2   | Kenneth Walsh                                                                   | 52.8   | Mark Spitz                                                                           | 53.0   |
| 200 m lliures Detalls   | Michael Wenden                                                               | 1:55.2 | Don Schollander                                                                 | 1:55.8 | John Nelson                                                                          | 1:58.1 |
| 400 m lliures Detalls   | Mike Burton                                                                  | 4:09.0 | Ralph Hutton                                                                    | 4:11.7 | Alain Mosconi                                                                        | 4:13.3 |
| 1.500 m lliures Detalls | Mike Burton                                                                  | 16:38  | John Kinsella                                                                   | 16:57  | Greg Brough                                                                          | 17:04  |
| 100 m esquena Detalls   | Roland Matthes                                                               | 58.7   | Charles Hickcox                                                                 | 1:00.2 | Ron Mills                                                                            | 1:00.5 |
| 200 m esquena Detalls   | Roland Matthes                                                               | 2:09.6 | Mitchell Ivey                                                                   | 2:10.6 | Jack Horsley                                                                         | 2:10.9 |
| 100 m braça Detalls     | Don McKenzie                                                                 | 1:07.7 | Vladimir Kosinsky                                                               | 1:08.0 | Nikolai Pankin                                                                       | 1:08.0 |
| 200 m braça Detalls     | Felipe Muñoz                                                                 | 2:28.7 | Vladimir Kosinsky                                                               | 2:29.2 | Brian Job                                                                            | 2:29.9 |
| 100 m papallona Detalls | Douglas Russell                                                              | 55.9   | Mark Spitz                                                                      | 56.4   | Rosselyn Wales                                                                       | 57.2   |
| 200 m papallona Detalls | Carl Robie                                                                   | 2:08.7 | Martyn Woodroffe                                                                | 2:09.0 | John Ferris                                                                          | 2:09.3 |
| 200 m estils Detalls    | Charles Hickcox                                                              | 2:12.0 | Greg Buckingham                                                                 | 2:13.0 | John Ferris                                                                          | 2:13.3 |
| 400 m estils Detalls    | Charles Hickcox                                                              | 4:48.4 | Gary Hall                                                                       | 4:48.7 | Michael Holthaus                                                                     | 4:51.4 |
| 4x100 m lliures Detalls | Estats UnitsZachary Zorn · Stephen Rerych · Kenneth Walsh · Mark Spitz       | 3:31.7 | Unió SovièticaGeorgi Kulikov · Viktor Mazanov · Semyon Belitz · Leonid Ilyichov | 3:34.2 | AustràliaGreg Rogers · Robert Cusack · Bob Windle · Michael Wenden                   | 3:34.7 |
| 4x200 m lliures Detalls | Estats UnitsJohn Nelson · Stephen Rerych · Mark Spitz · Don Schollander      | 7:52.3 | AustràliaGreg Rogers · Graham White · Bob Windle · Michael Wenden               | 7:53.7 | Unió SovièticaVladimir Bure · Semyon Belitz · Georgi Kulikov · Leonid Ilyichov       | 8:01.6 |
| 4x100 m estils Detalls  | Estats UnitsCharles Hickcox · Don McKenzie · Douglas Russell · Kenneth Walsh | 3:54.9 | RDARoland Matthes · Egon Henninger · Horst-Günter Gregor · Frank Wiegand        | 3:57.5 | Unió SovièticaYuri Gromak · Vladimir Nemshilov · Vladimir Kosinsky · Leonid Ilyichov | 4:00.7 |

### Categoria femenina
| Prova                   | Or                                                                      | Or     | Argent                                                                   | Argent | Bronze                                                                 | Bronze |
| 100 m lliures Detalls   | Jan Henne                                                               | 1:00.0 | Susan Pedersen                                                           | 1:00.3 | Linda Gustavson                                                        | 1:00.3 |
| 200 m lliures Detalls   | Debbie Meyer                                                            | 2:10.5 | Jan Henne                                                                | 2:11.0 | Jane Barkman                                                           | 2:11.2 |
| 400 m lliures Detalls   | Debbie Meyer                                                            | 4:31.8 | Linda Gustavson                                                          | 4:35.5 | Karen Moras                                                            | 4:37.0 |
| 800 m lliures Detalls   | Debbie Meyer                                                            | 9:24.0 | Pam Kruse                                                                | 9:35.7 | Maria Teresa Ramírez                                                   | 9:38.5 |
| 100 m esquena Detalls   | Kaye Hall                                                               | 1:06.2 | Elaine Tanner                                                            | 1:06.7 | Jane Swagerty                                                          | 1:08.1 |
| 200 m esquena Detalls   | Lillian Watson                                                          | 2:24.8 | Elaine Tanner                                                            | 2:27.4 | Kaye Hall                                                              | 2:28.9 |
| 100 m braça Detalls     | Đurđica Bjedov                                                          | 1:15.8 | Galina Prozumenschikova                                                  | 1:15.9 | Sharon Wichman                                                         | 1:16.1 |
| 200 m braça Detalls     | Sharon Wichman                                                          | 2:44.4 | Đurđica Bjedov                                                           | 2:46.4 | Galina Prozumenschikova                                                | 2:47.0 |
| 100 m papallona Detalls | Lyn McClements                                                          | 1:05.5 | Ellie Daniel                                                             | 1:05.8 | Susan Shields                                                          | 1:06.2 |
| 200 m papallona Detalls | Ada Kok                                                                 | 2:24.7 | Helga Lindner                                                            | 2:24.8 | Ellie Daniel                                                           | 2:25.9 |
| 200 m estils Detalls    | Claudia Kolb                                                            | 2:24.7 | Susan Pedersen                                                           | 2:28.8 | Jan Henne                                                              | 2:31.4 |
| 400 m estils Detalls    | Claudia Kolb                                                            | 5:08.5 | Lynn Vidali                                                              | 5:22.2 | Sabine Steinbach                                                       | 5:25.3 |
| 4x100 m lliures Detalls | Estats UnitsJane Barkman · Linda Gustavson · Susan Pedersen · Jan Henne | 4:02.5 | RDAGabriele Wetzko · Roswitha Krause · Uta Schmuck · Martina Grunert     | 4:05.7 | CanadàAngela Coughlan · Marilyn Corson · Elaine Tanner · Marion Lay    | 4:07.2 |
| 4x100 m estils Detalls  | Estats UnitsKaye Hall · Catie Ball · Ellie Daniel · Susan Pedersen      | 4:28.3 | AustràliaLynne Watson · Judy Playfair · Lyn McClements · Janet Steinbeck | 4:30.0 | RFAAngelika Kraus · Uta Frommater · Heike Hustede · Heidemarie Reineck | 4:36.4 |

## Medaller
| Posició | País           | Or | Argent | Bronze | Total |
| 1       | Estats Units   | 21 | 15     | 16     | 52    |
| 2       | Austràlia      | 3  | 2      | 3      | 8     |
| 3       | RDA            | 2  | 3      | 1      | 6     |
| 4       | Iugoslàvia     | 1  | 1      | 0      | 2     |
| 5       | Mèxic          | 1  | 0      | 1      | 2     |
| 6       | Països Baixos  | 1  | 0      | 0      | 1     |
| 7       | Unió Soviètica | 0  | 4      | 4      | 8     |
| 8       | Canadà         | 0  | 3      | 1      | 4     |
| 9       | Regne Unit     | 0  | 1      | 0      | 1     |
| 10      | RFA            | 0  | 0      | 2      | 2     |
| 11      | França         | 0  | 0      | 1      | 1     |